# 141 Lumen
För andra betydelser, se Lumen.
141 Lumen är en asteroid upptäckt 31 januari 1875 av astronomen Paul Henry i Paris. Asteroiden har fått sitt namn efter boken Lumen : Récits de l'infini av astronomen Camille Flammarion.
Asteroidens omloppsbana har många likheter med asteroider som tillhör asteroidgruppen Eunomia, men asteroiden tillhör inte gruppen.